# Hội Quy hoạch Phát triển Đô thị Việt Nam
Hội Quy hoạch Phát triển đô thị Việt Nam (tên tiếng Anh: Vietnam Urban Planning and Development Association), tên viết tắt là VUPDA là một tổ chức xã hội – nghề nghiệp được thành lập theo Quyết định số 24/1998/QĐ-TTg, của Thủ tướng Chính phủ ban hành ngày 02/02/1998. Hội là nhân tố tập hợp những người làm công tác quy hoạch, phát triển đô thị trong cả nước, tự nguyện phấn đấu cho mục đích xây dựng và phát triển đô thị Việt Nam bền vững, theo định hướng công nghiệp hoá, hiện đại hoá. Với vai trò chính là tư vấn phản biện xã hội, Hội hoạt động trong phạm vi cả nước, trên nguyên tắc tuân thủ các quy định của pháp luật, nhằm góp phần xây dựng và bảo về Tổ quốc Việt Nam xã hội chủ nghĩa.
Trải qua hơn 24 năm thành lập và phát triển, đến nay Hội đã có hơn 7000 hội viên; 16 hội cơ sở tại các tỉnh, thành phố, tại các trường đại học và viện nghiên cứu (trong đó có 03 hội viên tập thể nước ngoài là Tập đoàn JUNGDO UIT – Hàn Quốc, Công Ty POSCO A&C – Hàn Quốc tại Việt Nam và trường đại học miền Tây, Thiểm Tây – Trung Quốc); 35 Hội viên tập thể trực thuộc Hội trung ương và Hội cơ sở.
Hội Quy hoạch Phát triển Đô thị Việt Nam là thành viên của Liên hiệp các hội Khoa học kỹ thuật Việt Nam, là thành viên của Hiệp hội Quy hoạch đô thị và vùng Châu Á Thái Bình Dương, gồm 4 Hội Quy hoạch là Nhật Bản, Hàn Quốc, Đài Loan và Việt Nam, cùng hợp tác trong lĩnh vực quy hoạch đô thị.

## Giải thưởng Quy hoạch Đô thị quốc gia - VUPA
Giải thưởng Quy hoạch đô thị Quốc gia (tên tiếng Anh là Vietnam Urban Planning Award viết tắt là VUPA) do Hội Quy hoạch Phát triển đô thị Việt Nam sáng lập và tổ chức lần đầu tiên vào năm 2018. Đây là giải thưởng được thành lập với sự đồng ý của Thủ tướng Chính phủ và sự bảo trợ của Bộ Xây dựng, Bộ Tài nguyên & Môi trường; Phòng Thương mại và Công nghiệp Việt Nam. Giải thưởng được tổ chức định kỳ hai năm một lần, đối tượng tham gia là các cá nhân và tổ chức, hoạt động trong lĩnh vực quy hoạch xây dựng, quản lý và phát triển đô thị.
Giải thưởng Quy hoạch đô thị Quốc gia – Vietnam Urban Planning Awards (VUPA) nhằm vinh danh các đồ án quy hoạch xuất sắc có tính sáng tạo, đổi mới, các dự án đã được đầu tư xây dựng, quản lý tốt và các ấn phẩm sách, báo về quy hoạch, quản lý, phát triển đô thị có chất lượng và có tác động xã hội tích cực.
Giải thưởng cũng đồng thời tôn vinh các cá nhân, tập thể có nhiều hoạt động và thành tựu trong công tác quản lý, phát triển đô thị và bảo vệ môi trường tại các đô thị trên cả nước. VUPA cũng là sự khích lệ, cổ vũ các doanh nghiệp có nhiều đóng góp cho sự thịnh vượng chung của nước nhà.

## Các thành tựu đã đạt được
Ngày 8 tháng 11 năm 2013 Hội được nhận Huân chương Lao động Hạng Nhì  vì đã có nhiều cống hiến trong hoạt động như thường xuyên tổ chức nhiều cuộc gặp gỡ, tọa đàm nhằm đánh giá và phản biện các chính sách, pháp luật về lĩnh vực quy hoạch và phát triển đô thị; cũng như những vấn đề mà xã hội quan tâm như nạn kẹt xe trong giao thông đô thị, ô nhiễm môi trường, sự tăng trưởng dân số không thể kiểm soát, nhất là vấn đề biển đổi khí hậu, nước biển dâng...
Phát biểu tại buổi lễ kỷ niệm 15 năm thành lập Hội, Bộ trưởng Trịnh Đình Dũng đánh giá cao những thành tích Hội QHPTĐTVN đã được trong 15 năm qua, từ sự phát triển lớn mạnh về tổ chức, đến sự hiệu quả trong các hoạt động phản biện và giám định xã hội.
Hội đã có đóng góp trong xây dựng các văn bản pháp luật của nhà nước như Luật Quy hoạch đô thị, Luật Thủ đô, Luật Xây dựng (sửa đổi)... và các nghị định của Chính phủ liên quan. Hội cũng đã đóng góp phản biện một số đồ án QH đặc thù của các đô thị Hà Nội, TP.HCM, Đà Nẵng, Hải Phòng, Quảng Ninh... Thừa ủy quyền Chủ tịch nước, Bộ trưởng Trịnh Đình Dũng đã trao Huân chương Lao động hạng Nhì cho Hội QHPTĐTVN.
Ngày 8 tháng 11 năm 2008 nhân kỷ niệm 10 năm thành lập, Hội đã được Nhà nước trao tặng Huân chương Lao động Hạng Ba vì những đóng góp trong 10 năm hoạt động xây dựng và phát triển, Hội đã tập hợp đoàn kết được một lực lượng đông đảo với hơn 2.130 người làm công tác quy hoạch và phát triển đô thị; tham gia với các cơ quan quản lý Nhà nước để xây dựng văn bản pháp luật, thể chế về quản lý QH và phát triển ĐT; thực hiện các công tác tư vấn, phản biện và giám định xã hội trong mọi lĩnh vực QH phát triển ĐT. Đặc biệt, Hội đã giam gia vào Hội đồng thẩm định của Bộ Xây dựng để thẩm định các đồ án QH trước khi trình các cấp có thẩm quyền xem xét như: Định hướng QH tổng thể phát triển đô thị Việt Nam; các đồ án QH vùng kinh tế liên tỉnh, vùng tỉnh; nhiệm vụ điều chỉnh quy hoạch chung cũng như các Đồ án quy hoạch chung các thành phố lớn; các đồ án QH chung các khu kinh tế quan trọng của đất nước... Ngoài ra, Hội còn tham gia nghiên cứu, phản biện một số đề tài khoa học cấp nhà nước, cấp Bộ và cấp TP; tổ chức các hội thảo khoa học quốc gia và quốc tế... Trước những thành tích Hội đạt được, Chủ tịch nước đã trao tặng Huân chương Lao động Hạng Ba cho Hội QH phát triển đô thị Việt Nam tại Lễ công bố ngày đô thị Việt Nam 8 tháng 11.

## Các đối tác
1. Viện Quy hoạch đô thị Nhật Bản
2. Viện Quy hoạch đô thị Đài Loan
3. Hội Quy hoạch Hàn Quốc
4. Viện Quy hoạch Đô thị và Nông thôn Quốc gia - VIUP